# Sielsowiet wiesiełowski (obwód kurski)
Sielsowiet wiesiełowski (ros. Веселовский сельсовет) – jednostka administracyjna (osiedle wiejskie) wchodząca w skład rejonu głuszkowskiego w оbwodzie kurskim w Rosji.
Centrum administracyjnym sielsowietu jest wieś (ros. село, trb. sieło) Wiesiełoje.

## Geografia
Powierzchnia sielsowietu wynosi 65,42 km².

## Historia
Status i granice sielsowietu zostały określone ustawami z 2004 i z 2010 roku.

## Demografia
W 2017 roku sielsowiet zamieszkiwało 1079 mieszkańców.

## Miejscowości
W skład sielsowietu wchodzą miejscowości: Wiesiełoje, Wołfino, Wołfinskij, Krasnooktiabrskij, Nowyj Puć, Obuchowka, Imieni Kalinina.